# Великі Кулики (Новосибірська область)
Великі Кулики (рос. Большие Кулики) — присілок у Сєверному районі Новосибірської області Російської Федерації.
Входить до складу муніципального утворення Верх-Красноярська сільрада. Населення становить 151 особа (2010).

## Історія
Згідно із законом від 2 червня 2004 року органом місцевого самоврядування є Верх-Красноярська сільрада.

## Населення
| 2002 | 2007 | 2010 |
| ---- | ---- | ---- |
| 220  | ↘198 | ↘151 |